# Bugarska vaterpolska reprezentacija
Bugarska vaterpolska reprezentacija predstavlja državu Bugarsku u športu vaterpolu.

## Nastupi na velikim natjecanjima

### Olimpijske igre
- 1972.: 11. mjesto
- 1980.: 12. mjesto

### Svjetska prvenstva
- 1973.: 13. mjesto
- 1975.: 12. mjesto
- 1978.: 8. mjesto

### Svjetski kupovi
- 1979.: 8. mjesto
- 1981.: 8. mjesto

### Europska prvenstva
- 1958.: 14. mjesto
- 1987.: 8. mjesto
- 1989.: 10. mjesto
- 1991.: 13. mjesto
- 1995.: 8. mjesto
- 1997.: 12. mjesto